# Priorado de Shouldham
O Priorado de Shouldham foi um priorado na vila de Shouldham, Norfolk, Inglaterra.

## Enterrados neste priorado
- William FitzGeoffrey de Mandeville, 3º conde de Essex
- Geoffrey Fitz Peter, primeiro conde de Essex
- Aveline de Clare, condessa de Essex